# Squarzi
La famiglia Squarzi era un'antica famiglia di Vicenza.

## Storia

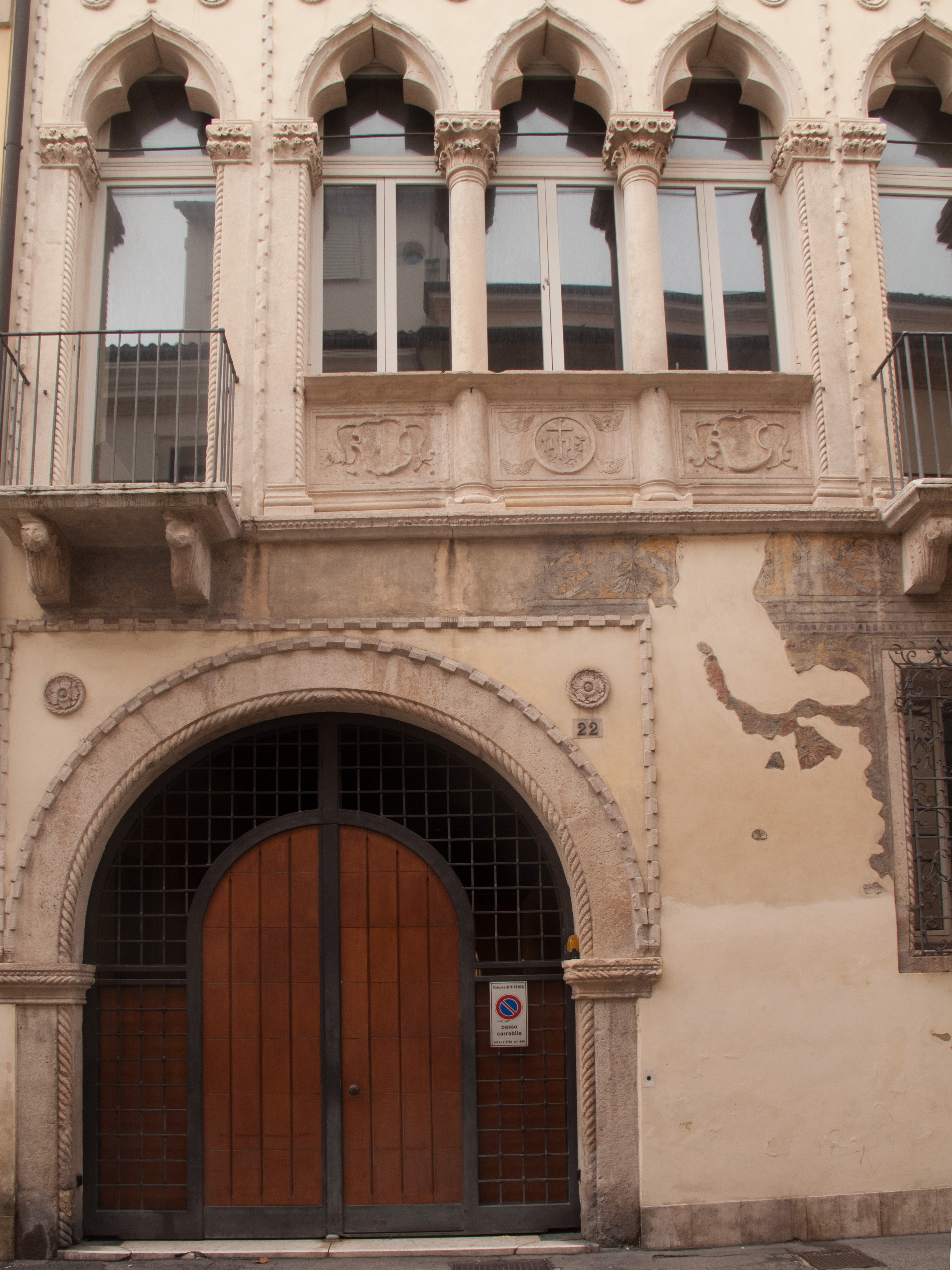
Portone e trifora di Palazzo Squarzi a Vicenza

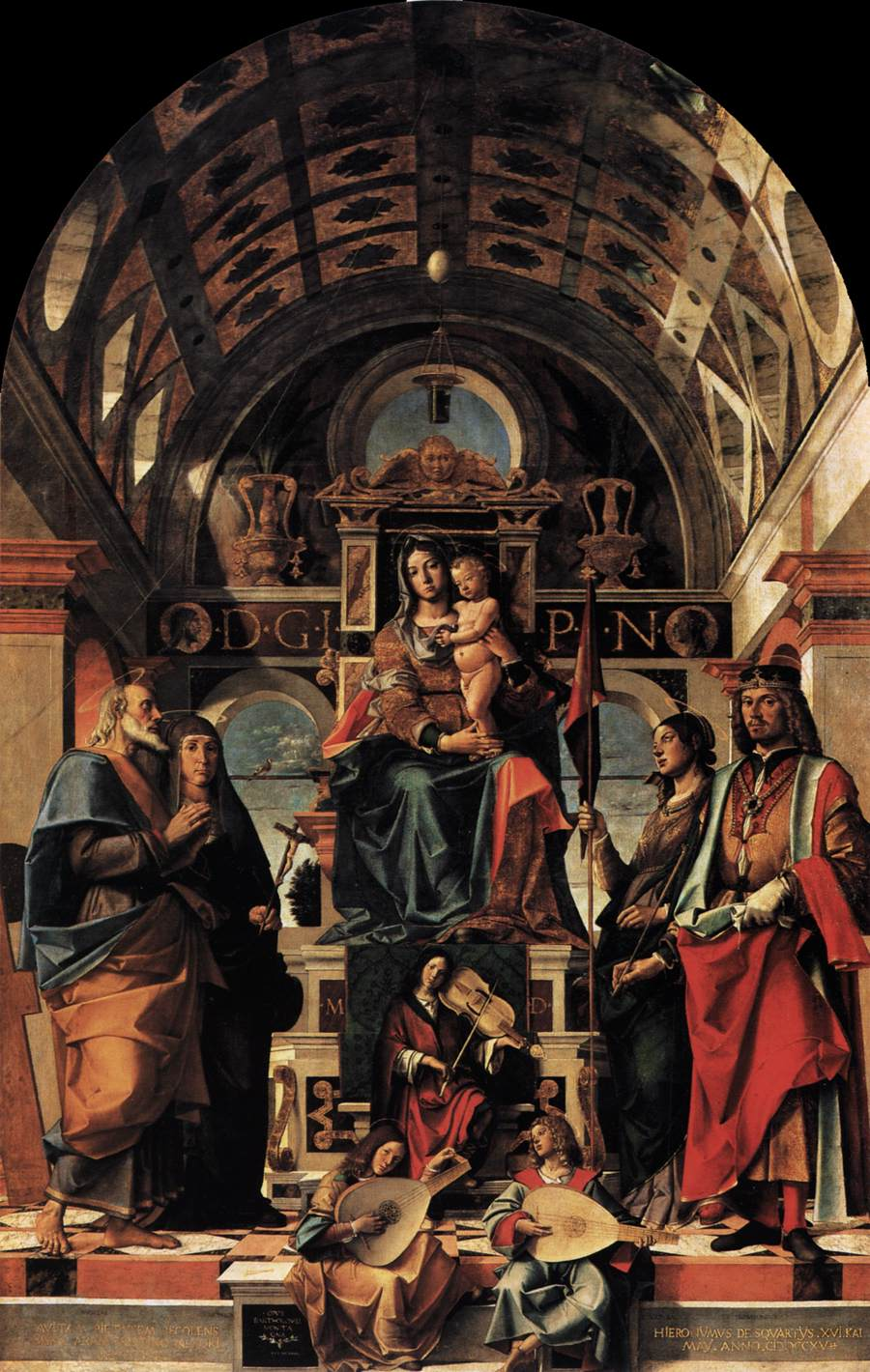
Madonna col Bambino e santi, Pinacoteca di Brera

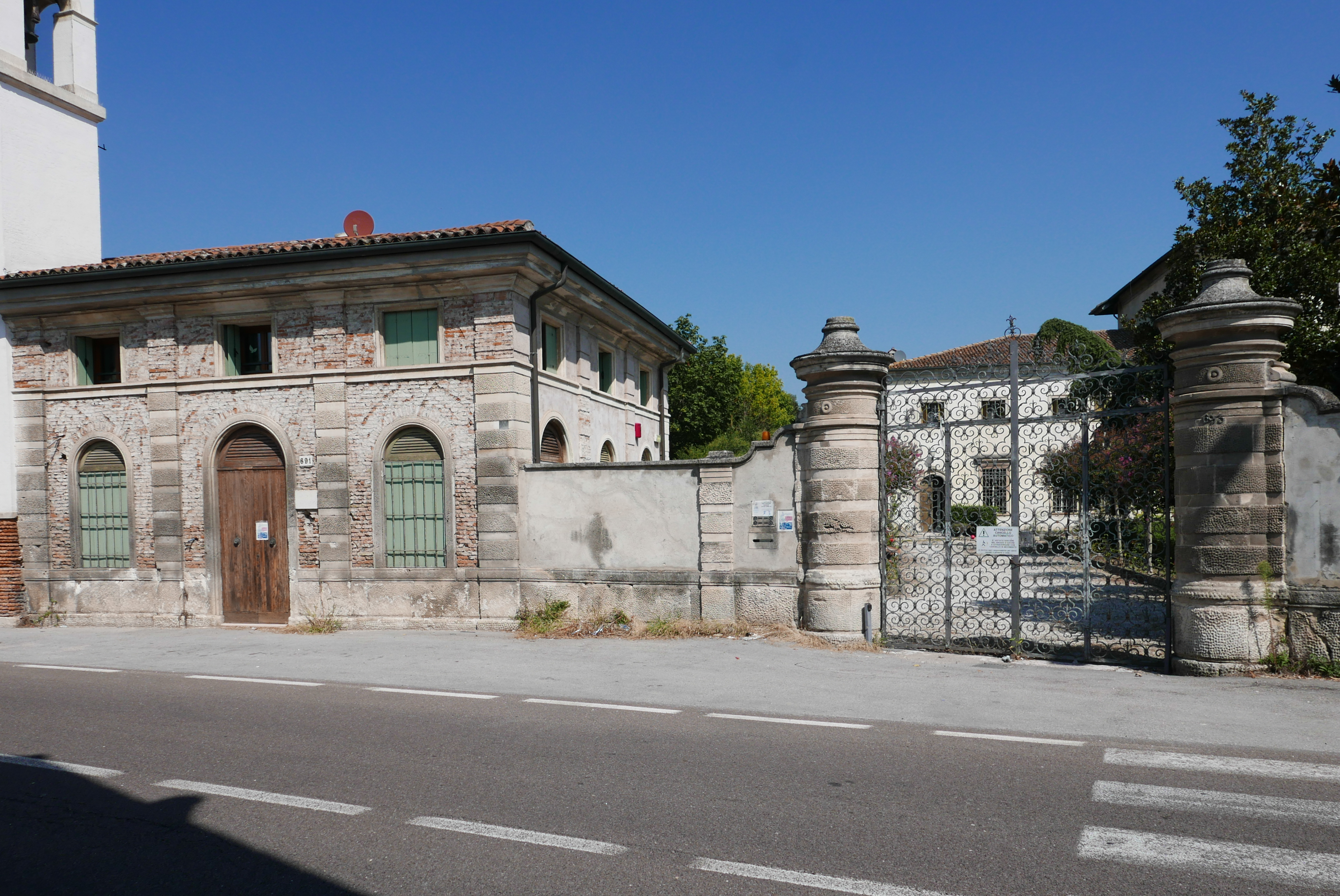
Villa Squarzi a Santa Croce Bigolina

Fu un'antica casata vicentina, suddivisa in due rami discendenti dal medesimo ceppo. Giambattista Pagliarino la cita nella sua opera del 1663: "Squarza, famiglia antica della nostra Città, nobile, ricca et ornata di eccellenti uomini. Ho ritrovato che nel 1350 sono stati Bonaventura et Dominico fratelli, et figliuoli del quondam Giovanni Squarcio, dal quale questa famiglia prese il nome di Squarzi; vi è anco stato Gio. Pietro de Squarzi ottimo cittadino et eccellente causidico figliolo del quondam Domenico quondam Giovanni de Squarzi …".
Domenico Squarzi fu presente alla dedizione di Vicenza alla Repubblica di Venezia il 5 aprile 1404. Un Ludovico Squarzi venne più volte registrato negli elenchi dei Deputati ad utilia e ricoprì anche la carica di sindaco e avvocato nel sodalizio di Sant'Antonio Abate, che gestiva il più importante ospedale della città; ebbe anche la veste di governatore dell'Ospizio dei Proti. Nella seconda metà del secolo sei esponenti di casa Squarzi furono attivi nella gestione dell'Ospizio, insieme con altre persone illustri del patriziato vicentino.
Nella piazzetta alla fine di contrà Santi Apostoli a Vicenza - un tratto della quale fu chiamato per un certo periodo di tempo "contrà dei Signori Squarzi" dal nome di questa famiglia - si trova il quattrocentesco palazzo Squarzi, dalla ricca facciata impreziosita da una trifora gotica che ricorda l'architettura veneziana.
Nella chiesa parrocchiale di San Michele degli Eremitani - che si trovava nell'omonimo quartiere del centro storico e fu demolita nell'Ottocento - sull'altare di Santa Monica, di patronato Squarzi, era posta una pala d'altare raffigurante la Madonna ed il Bambino tra i Santi Andrea, Monica, Orsola e Sigismondo, con raffinati accordi di colore, opera di fine Quattrocento del pittore Bartolomeo Montagna, a suo tempo commissionata dalla famiglia Squarzi, ora nella Pinacoteca di Brera. Di fronte a quest'altare Giampietro Squarzi dispose di essere sepolto.
In località Longara la famiglia aveva la villa di campagna. Costruita nel 1677 rappresenta uno dei primi esempi di architettura scamozziana; l'ampliamento del Settecento è attribuito a Carlo Borella e contiene affreschi di Costantino Pasqualotto. Nel Novecento l'edificio fu adibito ad asilo nido e scuola per l'infanzia. L'annessa cappella gentilizia fu eretta nel 1669.
Da un atto notarile del 1467 risulta che Giampietro e Domenico Squarzi erano in solido proprietari del mulino a quattro ruote di Debba, il più importante della zona, per il quale ricevevano un canone dai mugnai del posto. Nel 1508 Giampietro Squarzi per ricavare 210 ducati d'oro da destinare alla dote della sorella Paola, cedette il diretto dominio della posta molitoria di Debba, insieme ai diritti delle terre e dei campi di cui era proprietario nella zona.
Verso la metà del Settecento la famiglia fu insignita da papa Benedetto XIV del titolo di conte, riconosciuto anche dalla Repubblica Veneta.
Secondo il Sommarione del comune censuario di Lòngara, nel 1811 la famiglia Squarzi era ancora proprietaria di terreni sulla riva destra del Bacchiglione e sulle pendici dei Colli Berici.